# Лаврентьев, Денис Владимирович
Дени́с Влади́мирович Лавре́нтьев (род. 29 июня 1979 г.) — российский спортсмен, каратист.

## Биография
1994 г. переехал в Москву из поселка Игрим Березовского района Тюменской области. Карате начал заниматься в школе. В Москве начал заниматься косики карате в спортклубе «Лидер» под руководством Эстона Олега Владимировича.
1997 году поступил в Московский государственный вечерний металлургический институт.
1999 года стал проявлять интерес к инструкторской деятельности. Помогал своему тренеру Эстону Олегу Владимировичу проводить занятия в младших группах[значимость факта?]. Через год получил отдельную группу новичков и под присмотром своего тренера Эстона Олега Владимировича проводил в ней занятия.
2002—07 гг. учился в Московском институте физической культуры и спорта.
2003 году на базе ЦДТ «на Молодцова» был организован спортивный клуб «Стрела» под руководством Лаврентьева Дениса Владимировича.
Среди детей и юношей были подготовлены призёры и победители первенств Москвы, России и Международных соревнований.

## Достижения в профессиональной сфере
- 2005 и 2006 год межрайонный фестиваль боевых искусств. Награждён дипломом Всероссийской политической партии «Единая Россия» отделением СВАО г. Москвы[источник не указан 2642 дня].
- 2006 год. Северо-Восточным окружным управлением образования департамента образования г. Москвы награждён дипломом за подготовку команды и высокие достижения в городских и всероссийских соревнованиях по карате[источник не указан 2642 дня].
- 2008 год. Северо-Западным управлением физической культуры и спорта г. Москвы награждён благодарственным дипломом за активное участие в реализации спортивно-оздоровительных программ и пропаганду здорового образ жизни[источник не указан 2642 дня].
- c 2007 по 2014 год по результатам всероссийских соревнований был приглашен на ежегодный Бал спортсменов и премирован правительством г. Москвы и департаментом образования г. Москвы за развитие детско-юношеского спорта[источник не указан 2642 дня].
- 2013 году стал победителем в конкурсе «Лучший специалист по Физической подготовке и спорту» СВАО г. Москвы[источник не указан 2642 дня].
- 2013 году стал лауреатом 3 степени на Всероссийском педагогическом конкурсе-фестивале «Берега детства»[источник не указан 2642 дня].

## Награды
- Мастер спорта, IV-й дан косики карате/[источник не указан 2642 дня].
- Многократный чемпион Москвы, (1998—2007).
- Двукратный обладатель кубка России (2002−05).
- Участник Чемпионата Европы (Португалия, Лиссабон 2003 г.).
- Участник Чемпионата Мира (Греция, Халкидики 2004 г.).
- Абсолютный Чемпион России (Тольятти 2006 г.).
- Серебряный призер Чемпионата Росси (Уфа 2008 г.).
- Серебряный призер международного турнира «Кубок содружества» (Украина, Донецк 2010 г.).
- Чемпион Мира (Германия, Берлин 2011 г.)[источник не указан 2642 дня].
- Чемпион Европы (Латвия, Елгава 2012)[источник не указан 2642 дня].
- Бронзовый призер 31-го Чемпионата Японии по косики карате (г. Токио 2015 г.)[1].
- Серебряный призер 30-го Открытого Кубка Японии по косики карате (г. Хирацука 2016)[2].